# Магала (озеро)
Магала или Магалевское озеро (укр. Магала) — озеро, расположенное на юге Белгород-Днестровского района (Одесская область); является ответвлением озера Шаганы. Площадь водного зеркала — 0,76 км². Тип общей минерализации — солёное. Происхождение — лиманное. Группа гидрологического режима — бессточное.

## География
Магала входит в группу озёр Тузловские лиманы. Длина — 3,1 км. Ширина средняя — 0,5 км, наибольшая — 0,7 км. Ближайший населённый пункт — село Трихатки, расположенное западнее озера.
Озеро Магала расположено вдали от Чёрного моря. Озёрная котловина водоёма неправильной удлинённой формы, вытянутая с севера на юг. Берега обрывистые с пляжами. Южнее примыкает озеро Шаганы (через природный перешеек), севернее — одноимённая балка (через искусственно закреплённый перешеек).
Для озеро характерно частичное пересыхание и засоление, вследствие падения уровня воды.

## Хозяйственное значения
Входит в состав национального природного парка Тузловские лиманы, созданного 1 января 2010 года с общей площадью 27 865 га.